# Mathieu Choinière
Pour les articles homonymes, voir Choinière.
Mathieu Choinière né le 7 février 1999 à Saint-Jean-sur-Richelieu au Québec, est un joueur international canadien de soccer, qui joue au poste de milieu de terrain au Los Angeles FC, en prêt du Grasshopper Club Zurich.
Son frère aîné, David Choinière (en), est également joueur professionnel de soccer.

## Biographie

### Débuts et formation
Mathieu Choinière est né à Saint-Jean-sur-Richelieu et grandit à Saint-Alexandre. Il commence à jouer au soccer au Celtix du Haut-Richelieu, puis au Spatial de Saint-Hubert. Il rejoint l'académie de l'Impact de Montréal en 2011,,,.

### Parcours en club

#### CF Montréal (2018-2024)
Il signe avec l'Impact de Montréal son premier contrat en tant que Homegrown Player le 17 juillet 2018. Il est le premier à avoir accompli le parcours complet avec la structure de formation montréalaise,,. Il signe un contrat garanti jusqu'à la fin de la saison 2019 puis trois années en option,. Il suit les traces de son grand frère, David Choinière (en),,. 
Le lendemain, il débute sous les couleurs de l'Impact à l'occasion de la demi-finale aller du Championnat canadien face aux Whitecaps de Vancouver (victoire 1-0). Il remplace Saphir Taïder pour les quatre dernières minutes,,. Le 21 juillet, il fait ses débuts en Major League Soccer face aux Timbers de Portland en rentrant en fin de match à la place de Shamit Shome (2-2). Au total, il effectue six apparitions, toutes dans un rôle de remplaçant lors de sa première saison professionnelle.
En 2019, lors du dernier match de la pré-saison contre D.C. United, il s'illustre par une belle reprise de volée de l'extérieur de la surface en fin de match (victoire 3-0),,. Le 9 avril 2019, il dispute son premier match comme titulaire en MLS contre la même équipe (0-0). Le 3 août, lors d'une lourde défaite 6-3 face aux Rapids du Colorado, il délivre sa première passe décisive en MLS en faveur de son coéquipier Maximiliano Urruti. Son contrat est renouvelé le 21 novembre.
Il a subi une blessure à la cheville droite à l’entraînement à la fin du mois d'août 2020 qui nécessite une intervention chirurgicale le 6 octobre, mettant fin à sa saison,. Le 8 mai 2021, il dispute sa première rencontre depuis sa blessure face aux Whitecaps de Vancouver (défaite 2-0). Puis, il est titularisé une semaine plus tard face à Atlanta United. Sa dernière titularisation en compétition officielle date alors d'un an, neuf mois et cinq jours.
Le 3 juillet, il marque l'unique but de la rencontre — et également son premier en professionnel ― contre l'Inter Miami (1-0),. Il enchaîne par la suite les rencontres en MLS et impressionne toujours plus au point,,,,. Le 19 septembre, il devient le joueur de l’académie avec le plus de minutes avec l’équipe première, à la suite de la victoire 2-0 face au Fire de Chicago,.
Le 24 février 2022, il délivre une passe décisive à Romell Quioto sur le premier but du match retour des huitièmes de finale de la Ligue des champions de la CONCACAF contre Santos Laguna (victoire 3-0). Deux jours plus tard, il prolonge son contrat de deux années, liant ainsi son avenir avec le club montréalais jusqu'en 2024 et l’entente est également assortie d’une option pour 2025,.

### Parcours en sélection
En mai 2018, il est appelé à jouer avec l'équipe du Canada des moins de 20 ans pour le tournoi de Toulon,. Lors de ce tournoi, il dispute quatre rencontres et le Canada finit deuxième de son groupe derrière la Turquie. Il inscrit également un but contre la France (défaite 2-1),. Puis, il participe à son premier rassemblement des Rouges en septembre 2018. En novembre 2018, il participe au championnat de la CONCACAF des moins de 20 ans et inscrit un but face à la Guadeloupe. Cela ne suffit cependant pas pour permettre aux Rouges de poursuivre la compétition en phase finale.
En juin 2021, John Herdman inscrit son nom dans une liste provisoire de soixante joueurs pour la Gold Cup 2021, mais un mois plus tard, il ne figure pas dans la liste finale des vingt-trois joueurs.
Le 2 novembre 2022, il est convoqué par John Herdman pour un camp d’entraînement à Bahreïn, qui comprend notamment un match contre le Bahreïn. Ce camp regroupe surtout des joueurs dont la saison en MLS est terminée. Il n'entre toutefois pas en jeu lors de cette rencontre,. Il ne figure pas dans la liste finale des vingt-trois joueurs canadiens sélectionnés pour disputer la Coupe du monde 2022,.
Le 5 octobre 2023, il est de nouveau convoqué en sélection par Mauro Biello pour participer à un match amical, contre le Japon,. Puis, Mauro Biello annonce lors de la conférence de presse que Mathieu Choinière aura ses premières minutes en équipe séniore. Le 13 octobre suivant, il honore sa première sélection en entrant en cours de jeu — à la place de Jonathan Osorio — contre le Japon,.

## Style de jeu
Mathieu Choinière est un joueur polyvalent, jouant du milieu à l'aile, préférant un poste de milieu offensif ou latéral.

## Statistiques

### Statistiques détaillées
| Saison                | Club                  | Championnat           | Championnat | Championnat | Championnat | Coupe(s) nationale(s) | Coupe(s) nationale(s) | Coupe(s) nationale(s) | Compétition(s) continentale(s) | Compétition(s) continentale(s) | Compétition(s) continentale(s) | Compétition(s) continentale(s) | Séries | Séries | Séries | Canada | Canada | Canada | Total | Total | Total |
| Saison                | Club                  | Division              | M.          | B.          | P.d.        | M.                    | B.                    | P.d.                  | Comp.                          | M.                             | B.                             | P.d.                           | M.     | B.     | P.d.   | M.     | B.     | P.d.   | M.    | B.    | P.d.  |
| 2018                  | Impact de Montréal    | MLS                   | 5           | 0           | 0           | 1                     | 0                     | 0                     | -                              | -                              | -                              | -                              | -      | -      | -      | -      | -      | -      | 6     | 0     | 0     |
| 2019                  | Impact de Montréal    | MLS                   | 17          | 0           | 2           | 2                     | 0                     | 0                     | -                              | -                              | -                              | -                              | -      | -      | -      | -      | -      | -      | 19    | 0     | 2     |
| 2020                  | Impact de Montréal    | MLS                   | 0           | 0           | 0           | -                     | -                     | -                     | LCC                            | -                              | -                              | -                              | -      | -      | -      | -      | -      | -      | 0     | 0     | 0     |
| 2021                  | CF Montréal           | MLS                   | 26          | 2           | 0           | 1                     | 0                     | 0                     | -                              | -                              | -                              | -                              | -      | -      | -      | -      | -      | -      | 27    | 2     | 0     |
| 2022                  | CF Montréal           | MLS                   | 26          | 2           | 0           | 2                     | 0                     | 0                     | LCC                            | 2                              | 0                              | 1                              | 1      | 0      | 0      | -      | -      | -      | 31    | 2     | 1     |
| 2023                  | CF Montréal           | MLS                   | 28          | 5           | 2           | 4                     | 0                     | 2                     | LC                             | 2                              | 1                              | 0                              | -      | -      | -      | 1      | 0      | 0      | 35    | 6     | 4     |
| 2024                  | CF Montréal           | MLS                   | 17          | 2           | 1           | 2                     | 0                     | 0                     | LC                             | 3                              | 0                              | 0                              | -      | -      | -      | 4      | 0      | 0      | 26    | 2     | 1     |
| Sous-total            | Sous-total            | Sous-total            | 119         | 11          | 5           | 12                    | 0                     | 2                     | -                              | 7                              | 1                              | 1                              | 1      | 0      | 0      | 5      | 0      | 0      | 144   | 12    | 8     |
| 2024-2025             | Grasshopper Zurich    | Super League          | 17          | 1           | 0           | -                     | -                     | -                     | -                              | -                              | -                              | -                              | 1      | 0      | 0      | 12     | 0      | 1      | 30    | 1     | 1     |
| 2025                  | Los Angeles FC (prêt) | MLS                   | -           | -           | -           | -                     | -                     | -                     | -                              | -                              | -                              | -                              | -      | -      | -      | -      | -      | -      | 0     | 0     | 0     |
| Total sur la carrière | Total sur la carrière | Total sur la carrière | 136         | 12          | 5           | 12                    | 0                     | 2                     | -                              | 7                              | 1                              | 1                              | 2      | 0      | 0      | 17     | 0      | 1      | 174   | 13    | 9     |

## Palmarès
CF Montréal
- Vainqueur du Championnat canadien en 2019 et 2021